# Peno
Peno (en russe : Пе́но) est une commune urbaine de Russie et le chef-lieu du raïon de Peno, dans l'oblast de Tver. Sa population s'élevait à 3258 habitants en 2020. Son nom vient de Пень, signifiant « souche » en russe.

## Géographie et transports
La commune de Peno se situe dans l'oblast de Tver, oblast faisant partie du district fédéral du Nord-Ouest. La commune se situe à 192 km à l'ouest de Tver, à 360 km au sud de Saint-Pétersbourg et à  230 km au nord-ouest de Moscou.
La commune se situe sur une péninsule entre le lac Volgo (ru) à l'est et le lac Peno (ru) à l'ouest, deux lacs de la Haute-Volga. Dans le nord et le nord-est du village, la rivière Volga relie les deux lacs. Au sud du village se trouve le Lac Tinitskoïe, bien plus petit. Le village est entouré de forêts, et une partie du village se trouve au nord du bras d'eau reliant les deux lacs.
La commune est traversée par la route régionale 28K-0001, avec un pont enjambant la Volga dans le nord de la localité. Cette route va au sud jusqu'à la route fédérale M9 près de Zapadnaïa Dvina et au nord jusqu'à la 28K-1185 près d'Ostachkov. Cette dernière route, prolongée par la 28K-1785, va jusqu'à la route fédérale M10 en direction de Tver. En termes de transports en commun, Peno se trouve sur la ligne ferroviaire Bologoïe - Polotsk (ru), et dispose d'une gare (ru). De nombreux bus régionaux desservent la commune, vers les localités de la région, ainsi que deux lignes municipales, avec d'ailleurs une gare routière.
| Lac Peno | Ksty           | Potchinok, Vysselok Ilinskoïe |
| Lac Peno | Peno           | Lac Volgo                     |
| Soblago  | Lac Tinitskoïe | Lac Volgo                     |

## Histoire
Le village est né en 1906 en tant que localité ferroviaire, sur la ligne ferroviaire Bologoïe - Polotsk. En 1911, une entreprise de menuiserie fut fondé, et la même année, plusieurs petits villages furent absorbés dans la localité. Le 1er janvier 1929, le village est devenu le chef-lieu du raïon de Peno nouvelle formé, et en 1930, Peno est devenu une commune urbaine.
Pendant la Seconde guerre mondiale, les troupes nazies occupèrent le village. Le 22 novembre 1941, la cheffe du komsomol clandestin de Peno qui organise des actions de résistance, Elizaveta Tchaïkina est dénoncée et tuée le lendemain. En 1942, elle reçut à titre posthume le titre de Héros de l'Union soviétique à titre posthume ainsi que de l'Ordre de Lénine.

## Démographie
Recensements (*) et estimations de la population,:
| 1939* | 1959* | 1970* | 1979* | 1989* | 2002* | 2010* | 2012  |
| ----- | ----- | ----- | ----- | ----- | ----- | ----- | ----- |
| 3 410 | 6 179 | 6 588 | 6 405 | 6 212 | 5 358 | 4 220 | 4 087 |

| 2013  | 2014  | 2015  | 2016  | 2017  | 2018  | 2019  | 2020  |
| ----- | ----- | ----- | ----- | ----- | ----- | ----- | ----- |
| 4 015 | 3 928 | 3 845 | 3 787 | 3 715 | 3 661 | 3 559 | 3 451 |

| 2021  | 2022  | 2023  | - | - | - | - | - |
| ----- | ----- | ----- | - | - | - | - | - |
| 3 359 | 3 258 | 3 239 | - | - | - | - | - |

## Patrimoine
La tombe de Elizaveta Tchaïkina se trouve dans la commune. Il y a aussi un petit musée en son honneur, ouvert en 1973.
En 2002, une église en bois dédiée à Serge de Radonège a été construite dans la commune.
Aujourd'hui, le village vit principalement du tourisme, grâce aux lacs et forêts environnantes, avec de nombreux chasseurs et pêcheurs y venant.

## Galerie

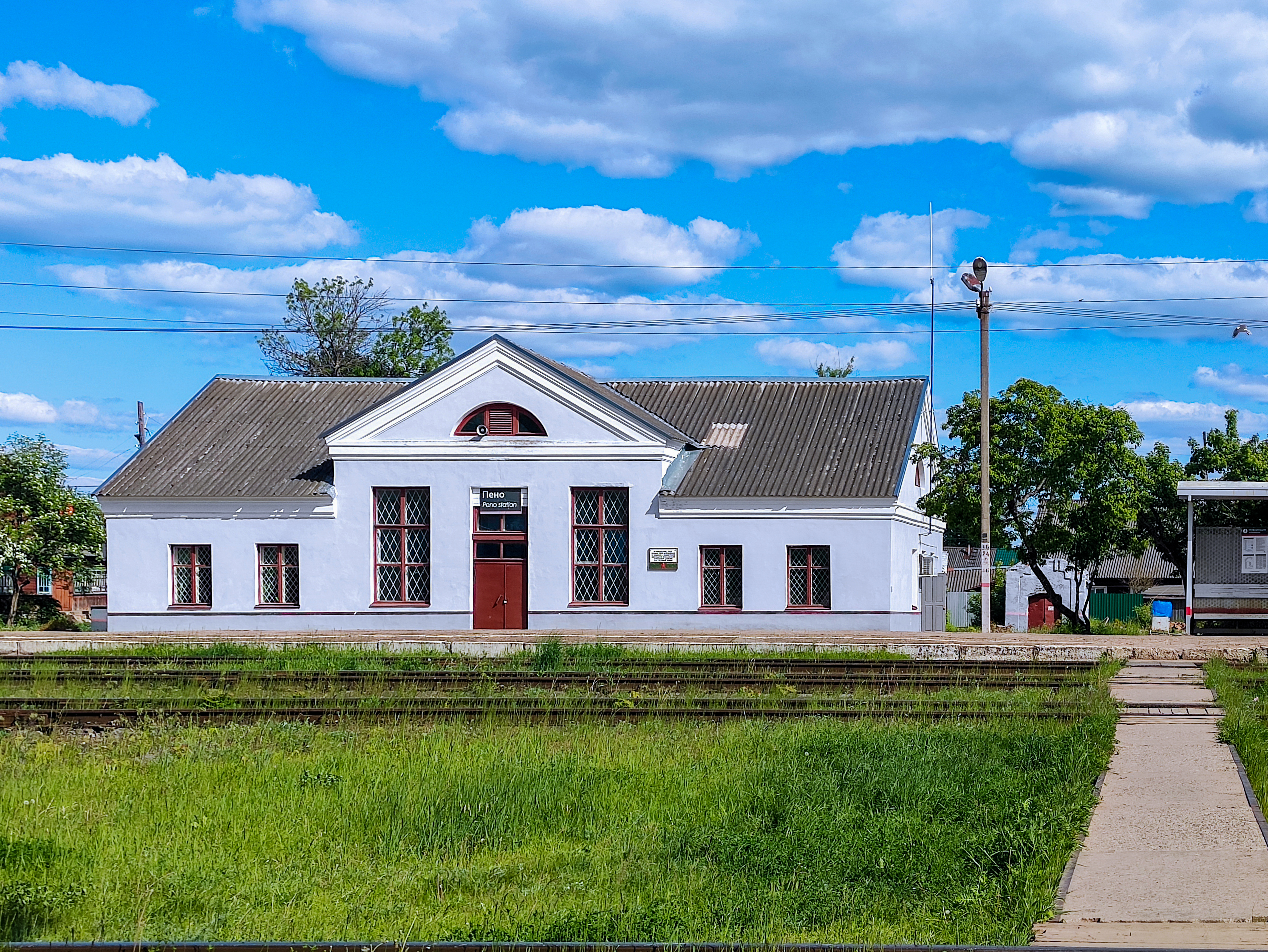
Gare de Peno.
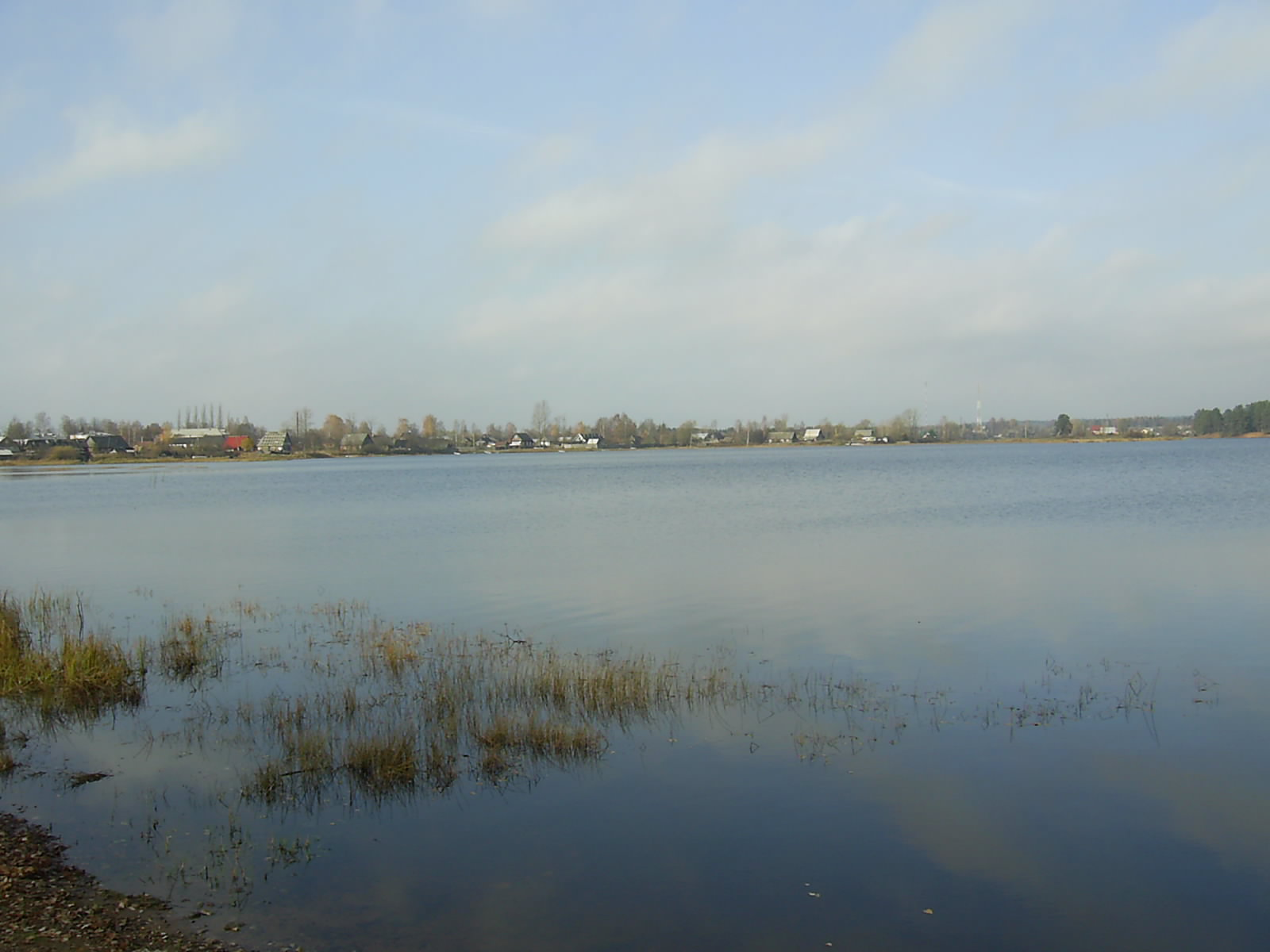
Vue du village depuis la Volga.
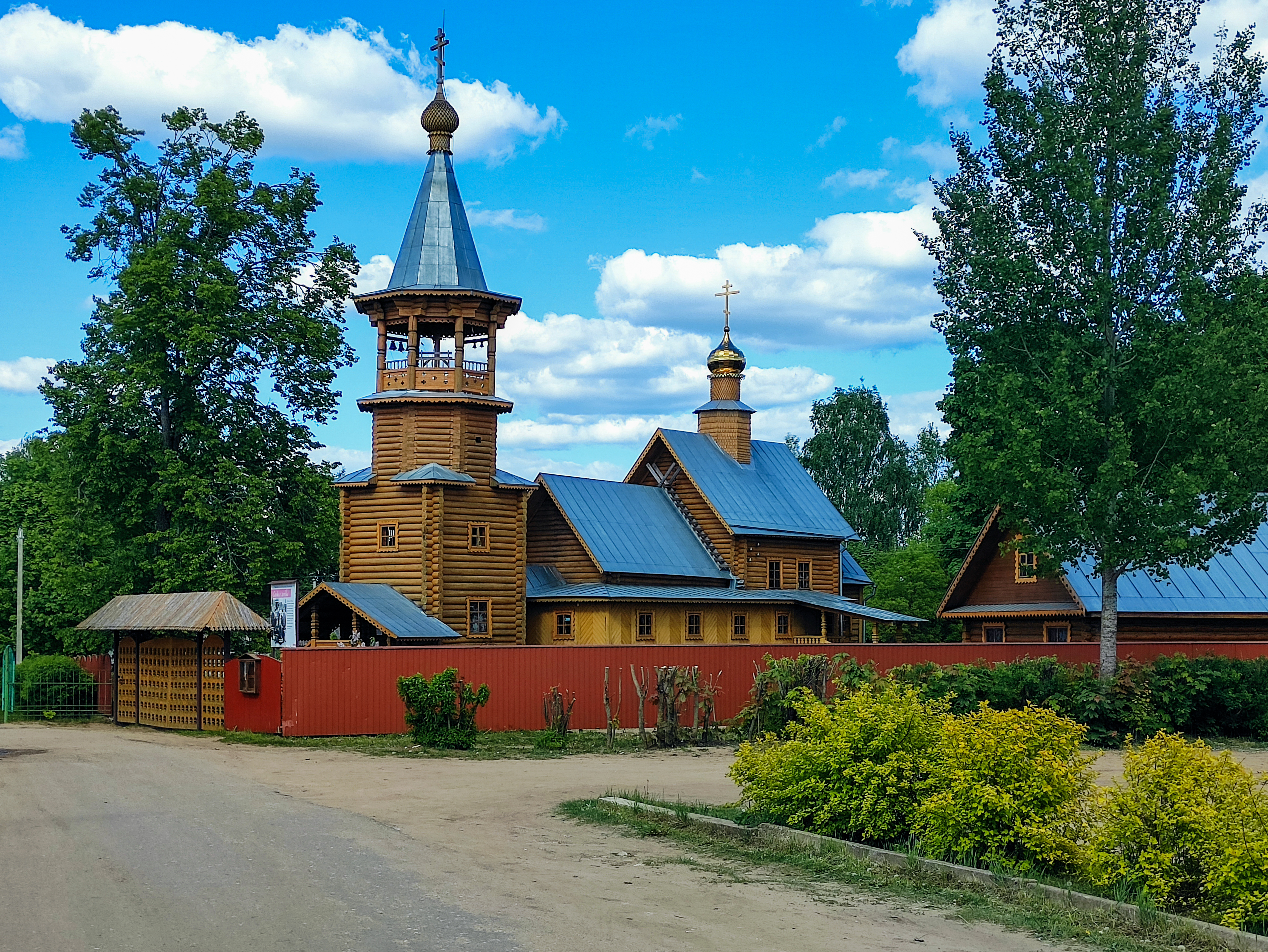
Église Saint-Serge de Radonège.